# Oskar Hõim
Oskar Hõim (Tallin, 1 de julio de 2005) es un futbolista estonio que juega en la demarcación de centrocampista para el Paide Linnameeskond de la Meistriliiga.

## Selección nacional
Tras jugar en las categorías inferiores de la selección, finalmente hizo su debut con la selección de fútbol de Estonia en un partido amistoso contra Suecia que finalizó con un resultado de 2-1 a favor del combinado sueco tras el gol de Kevor Palumets para Estonia, y de Sebastian Nanasi y Isaac Thelin para Suecia.

## Clubes
| Club                    | País    | Año       | Partidos | Goles |
| ----------------------- | ------- | --------- | -------- | ----- |
| JK Tabasalu             | Estonia | 2021-2022 | 53       | 5     |
| Paide Linnameeskond U21 | Estonia | 2023-     | 9        | 0     |
| Paide Linnameeskond     | Estonia | 2023-     | 82       | 3     |